# Генерал-губернаторство (Російська імперія)
Генерал-губернаторство — в Російській імперії у 1775—1917 роках велика адміністративно-територіальна одиниця, до складу якої входила одна або кілька губерній.
Генерал-губернаторства створювалось російським урядом, в основному, для боротьби з національно-визвольним рухом поневолених народів або у воєнний час. У Генерал-губернаторств фактично запроваджувався стан військової диктатури. На чолі Генерал-губернаторства стояв генерал-губернатор.

## Генерал-губернаторства в Україні
В 1764 році після ліквідації гетьманства на Лівобережній Україні було створено Малоросійське генерал-губернаторство, яке протягом 1764-82 років очолював Петро Румянцев.
В Україні у різний час існували:
- Чернігівське, Полтавське і Харківське генерал-губернаторство (1802-56)
- Київське, Подільське і Волинське генерал-губернаторство (бл.1722 — 1832—1914) з Київською, Волинською і Подільською губерніями;
- Новоросійське генерал-губернаторство (1802—1873) з Катеринославською, Таврійською і Херсонською губерніями;

Тимчасові (з 1879 р.):
- 1879—1882 — Харківське генерал-губернаторство
- 1879—1889 — Одеське генерал-губернаторство.
- 1906—1907 — Юзівське генерал-губернаторство
- в 1914-17 роках на території Галичини і Буковини, окупованій російськими військами, було створено Галицько-Буковинське генерал-губернаторство.